# Trachelyichthys
Trachelyichthys es un género de peces actinopeterigios de agua dulce, distribuidos por ríos de la vertiente atlántica de América del Sur.

## Especies
Existen solamente dos especies reconocidas en este género:
- Trachelyichthys decaradiatus Mees, 1974
- Trachelyichthys exilis Greenfield y Glodek, 1977